# Бабенгаузен (Баварія)
Бабенгаузен (нім. Babenhausen) — громада в Німеччині, знаходиться в землі Баварія. Підпорядковується адміністративному округу Швабія. Входить до складу району Унтеральгой. Центр об'єднання громад Бабенгаузен.
Площа — 27,23 км2. Населення становить 5637 ос. (станом на 31 грудня 2020).

## Галерея

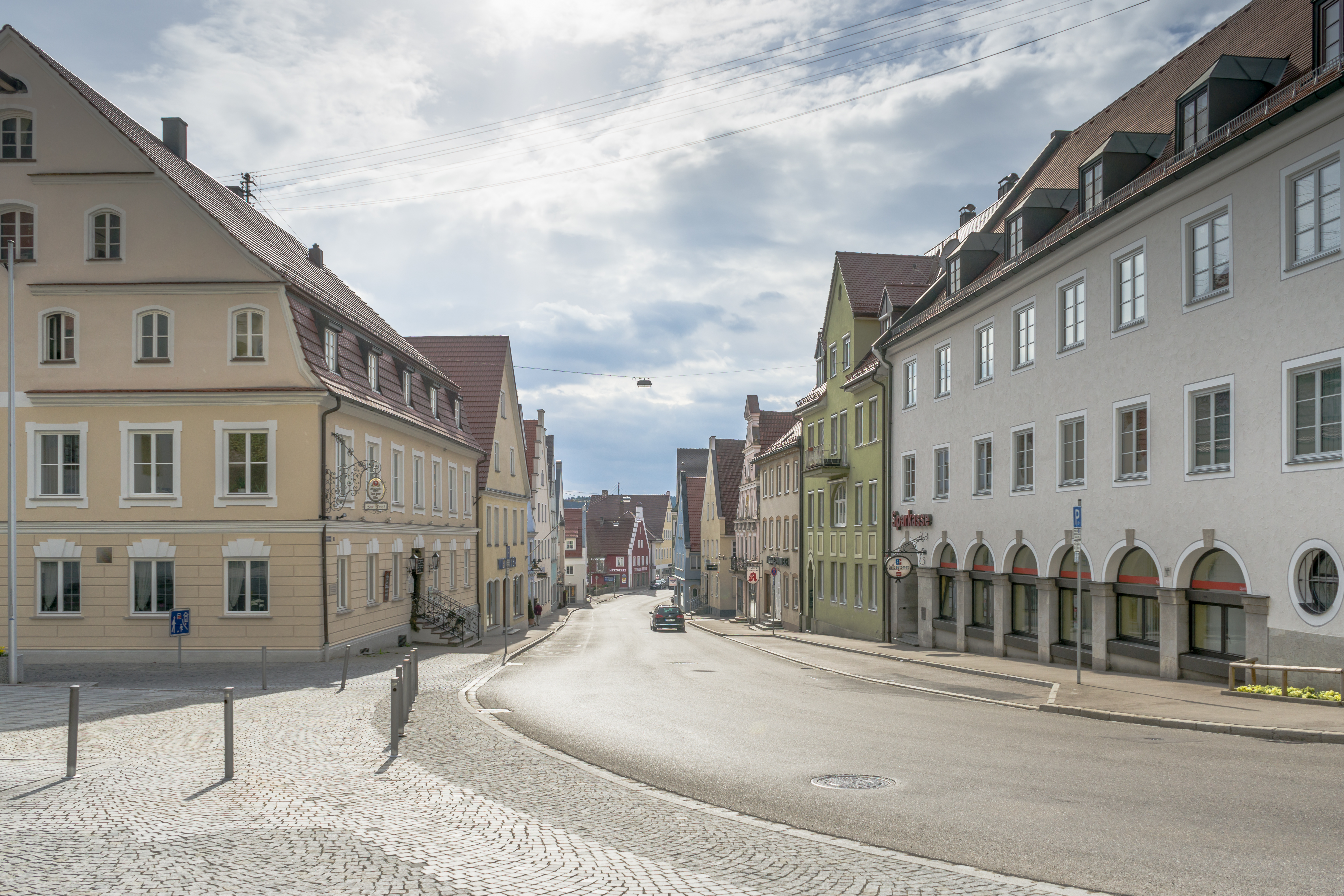
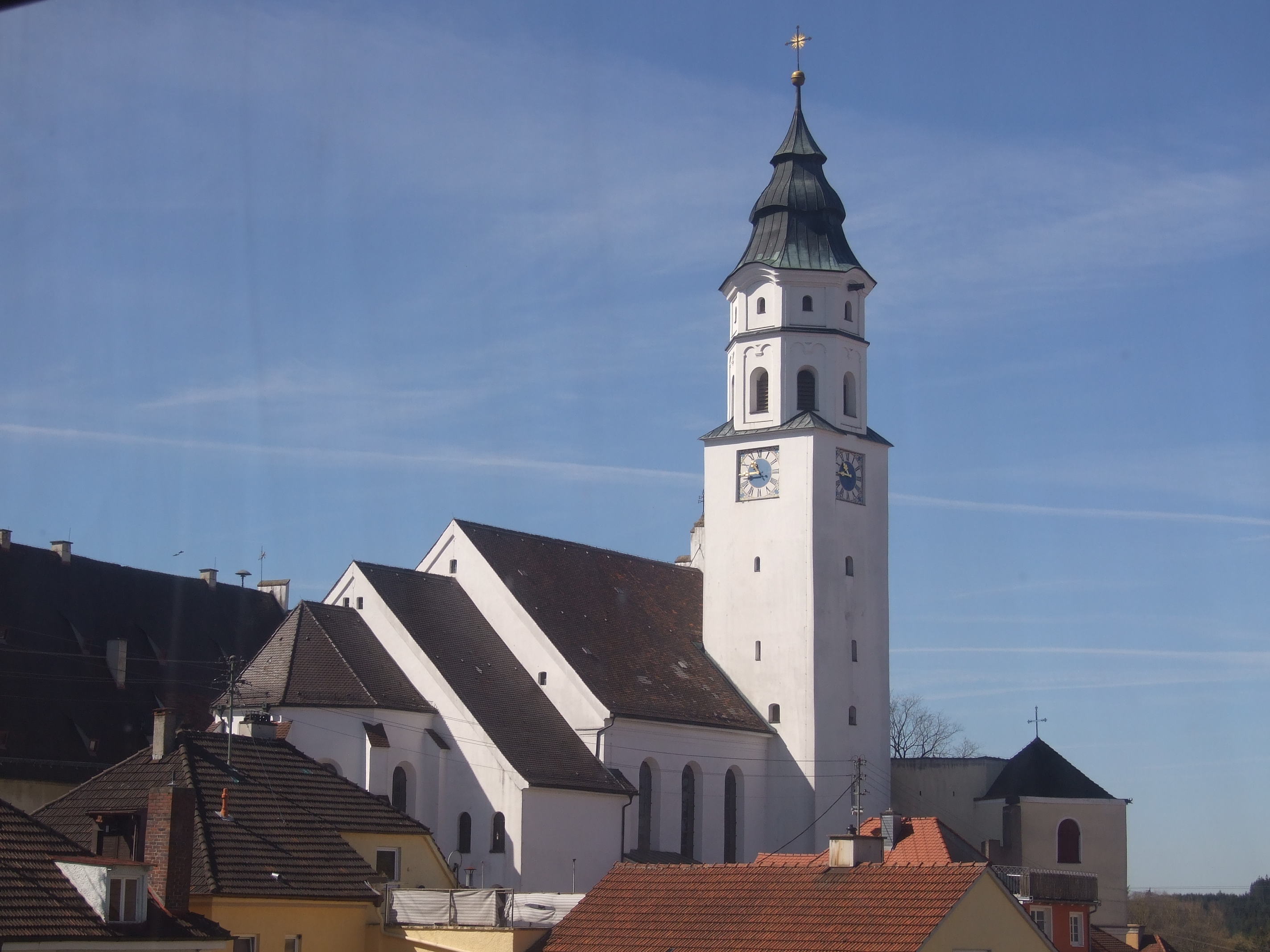